# Kenneth Carlsen
Kenneth Carlsen (født 17. april 1973 i København) er en dansk tennisspiller, der var aktiv som professionel fra 1992 til 2007. Carlsen spillede venstrehåndet med en enhåndsbaghånd. Hans største styrke var hans kraftfulde serv, og hans spil var derfor bedst egnet til hurtige underlag (græs og hardcourt). I størstedelen af sin karriere var han Danmarks bedste tennisspiller og blandt de få danske spillere, der spillede på det højeste internationale niveau. Han blev kåret til "Årets Tennisspiller" syv gange af Dansk Tennisforbund (1991-1992, 2001-2005). To gange gik prisen til Davis Cup-holdet, som Kenneth Carlsen var en central del af indtil 2003 (med 29 sejre og 13 nederlag i single)

## Karriere
Kenneth Carlsen begyndte at spille tennis som ni-årig i Kløvermarken, men flyttede senere til KB. I teenage-årene var han en af de bedste juniorspillere i verden. Han endte som nummer 3 i verden i 1991.
Han blev fuldtidsprofessionel i 1992, og hans gennembrud som senior i en større turnering kom i Copenhagen Open, da han slog top 20-spilleren Alexander Volkov i første runde. Senere det år nåede han finalen i Brisbane — hans kun fjerde ATP-turnering. Hans debut i Australian Open i januar 1993 var endnu en triumf, da han nåede fjerde runde inden han tabte til den tyske stjernespiller Michael Stich. I juni samme år nåede han sin højeste rangering på ATPs verdensrangliste som nummer 41.
Fra 1993 og resten af karrieren var han for det meste rangeret blandt de 100 bedste på listen. I 1994 spillede han sin mest kendte kamp, da han slog Stefan Edberg (nr. 3) i fem sæt i Wimbledon-turneringen. I 1995 slog han verdens nr. 5 Michael Chang I 2. runde i New Haven. I 1996 nåede han finalen i Copenhagen Open, som han dog tabte til Cedric Pioline. Ved OL i Atlanta vandt Carlsen sine første to kampe. I 1997 nåede han finalen i Auckland. I 1998 vandt Kenneth turneringen i Hong Kong efter blandt andet en sejr over Thomas Johansson (nr. 43) i semifinalen. I 1999 nåede han finalen i Newport.
Gennem 1990'erne oplevede Carlsen en ganske pæn succes. Det danske Davis Cup-hold klarede sig udmærket i nogle år, og i single vandt Carlsen sin første af 3 ATP-titler.
Den 27. juni 2007 annoncerede Kenneth Carlsen at han stopper karrieren til oktober. Han har indtjent ca. 3 millioner dollars i rene pengepræmier.
Kenneth Carlsen havde tidligere rekorden for flest gange at været blevet slået ud i første runde af en Grand Slam turnering (Australian Open, French Open, Wimbledon og US Open), nemlig 30 gange (af de 46 gange, han har deltaget), Rekorden blev overgået af spanieren Albert Montañés, som ved Australian Open i 2014 tabte for 31. gang. 

## Privat
Kenneth Carlsen er opvokset på Amager hos sine forældre Lone Carlsen og Ole Carlsen. Hans familie og ikke mindst hans farfar var en stor support i hans unge år som tennisspiller. Han boede i Monte Carlo, Monaco, i sin professionelle karriere, indtil han flyttede til Klampenborg i 2009. Privat dannede han par med Trine Laugesen 1992-2012. Siden  2012 har han dannet par med model og flyinstruktør Frederikke Nørskau Hansen. 2021-2022 med den tidligere tv-vært Eva Harlou. Kenneth Carlsen er nu tennisekspert på TV 2 Sport, foruden tennistræner for Holger Rune.